# シアタープロレス新潟花鳥風月
シアタープロレス新潟花鳥風月（シアタープロレスにいがたかちょうふうげつ）は、新潟県を中心に活動しているプロレス団体。運営はG-TALENT。

## 歴史
- 2014年9月15日、シアタープロレスサド花鳥風月として三条市栄体育館で旗揚げ戦を開催[1][2]。
- 2015年8月、加茂市産業センターで第2回大会を開催することを発表するも1ヶ月前に中止を発表[3]。
- 2017年3月、IHタイガーライスとIHホワイトバードがシアタープロレス花鳥風月を運営しているG-TALENTと契約したことを機に再旗揚げすることを発表[4]。
- 5月21日、団体名をシアタープロレス新潟花鳥風月に改称してサン・ビレッジしばたで「第一石 旗揚げ決起大会」を開催[5]。IHブルーイーグルがデビュー。
- 7月7日、IHグレートタイガーライスの入団を発表[6]。
- 8月3日、IHグレートタイガーライスがリングネームをゼロノスに改名。
- 2018年10月14日、IHマンモスマークがデビュー。

## 所属選手
- IHブルーイーグル
- IHマンモスマーク

## 歴代所属選手
- IHタイガーライス
- IHホワイトバード
- ゼロノス（旧：IHグレートタイガーライス）